# Piset
Der Piset, auch Pizete, war eine Masseneinheit in Siebenbürgen. Das Gold- und Silbergewicht wurde für den Ankauf von sogenanntem Waschgold verwendet. Der Ankauf von einem Piset Gold wurde mit 3 Gulden und 40 Kreuzern beglichen.
- 1 Piset = 5,207262 Gramm
- 1 Piset = 19/1024 Wiener Mark = 10 Dinari/Pfennige = 89 65/128 österreichische Dukatengran[2]